# Ван Хэл, Йонас
Йонас Ван Хэл (нидерл. Jonas Van Geel, 10 декабря 1984, Бирбек, Бельгия) — бельгийский актёр и певец. В 2006 он окончил Институт Германана Тейрлинка в Антверпене.

## Биография

### Театральная карьера
Свою курсовую работу Ионас Ван Хэл сыграл вместе с однокурсниками в пьесе Оскорбление Публики, за которую получил награду за лучшую пьесу на Международном Фестивале для Театральных Школ в Амстердаме. Пьеса написана Петером Хандке 1966 году и изначально была опубликована в Германии. Пьеса также называется антипьесой из-за своего отказа от театральности.
В 2008 году та же группа студентов, под названием a.k.a. Johnny, сыграла в пьесе Свет, по одноимённому роману шведского писателя Торгина Линдгрена. (В 2006 году роман Торгнина Линдгрена был адаптирован для сцены и представлен Северным Нидерландским Театром.
В 2007 году Ван Хэл впервые сыграл в пьесе для детей Свиньи (нидерл. Zwijnen!). Эта пьеса — обработка трагедии Шекспира Тит Андроник (англ. Titus Andronicus) для детей старше 9 лет. В пьесе Шекспира речь идёт о римском генерале Тите, одержимом местью после военного похода против Готов, принялся в жертву сына королевы Готов, несмотря на её мольбу сохранить ему жизнь.
В 2009 году он вместе с Dimitri Leue сыграл в экологической пьесе Tegen de Lamp. В 2011 году они также создали другие нидерландские экологические пьесы DODO Klein и DODO Groot.

### Мюзиклы
В 2001 году Ван Хэл исполнил роль Aладдина в мюзикле Аладдин (англ. Aladdin). Сценарий основан на классической сказке об Аладдине из Книга тысячи и одной ночи.
В 2005-2006 году Ван Хэл играл в пьесе Троянки (др.-греч. Τρῳάδες, Trōiades). Это трагедия древнегреческого драматурга Еврипида, в которой четыре троянских женщины ждут своей судьбы после падения своего города Трои. Пьеса — знак протеста против зверств войны.
В 2009-2010, Ван Хэл играл в пьесе Сон в летнюю ночь Шекспира(англ. A Midsummer Night’s Dream).
Когда ему исполнилось 14 лет, Ван Хэл впервые выступал в мюзикле Питер Пэн. В 2011 году, по просьбе StanyCrets, он играл в мюзикле Spamalot. за свою роль в этой пьесе, основыванной на фильме Монти Пайтон и Священный Грааль (англ. Monty Python and the Holy Grail), Ван Хэл получил фламандскую музыкальную премию.
В 2012 году состоялась фламандская премьера мюзикла Продюсеры, в котором он исполнял одну из двух главных ролей, Лео Блума. В 2005 году этот мюзикл был экранизирован и с тех пор во всём мире представлен в местных версиях.
15 марта 2013 года во время представления каста мюзикла '14-'18 было объявлено, что он будет исполнять роль Фонса, одного из трёх лучших друзей главного персонажа. Он исполнял эту роль в театральной постановке до 11 ноября 2014 года. Действие  данного мюзикла происходит в окопах во время Первой мировой войны, на территории Бельгии.
В 2018 году он выступал во фламандском мюзикле ‘40-‘45, который стал продолжением мюзикла ’14-’18. Действие происходит во время второй мировой войны в Бельгии. Мюзикл рассказывает о жизни семьи Segers, которая должна принять на постой двух немецких офицеров.

### Карьера на телевидении
В 2010 году Ван Хэл приобрёл известность благодаря своей роли во фламандской комедийной программе Tegen de Sterren Op, в которой Ван Хэл пародировал известных фламандцев. В результате этого, организаторы Night of the Proms (серии концертов, проводимых ежегодно в Бельгии, Нидерландах, Германии и Испании) предложили ему исполнить роль Моцарта во время концертов. В телесезоне 2013-2014 он получил собственную программу на бельгийском коммерческом телеканале VTM под названием Lang Leve..., в которой он был ведущим и приглашал каждую неделю известных фламандцев, чтобы посмотреть документальный фильм об их жизни. Передача Lang Leve... была номинирована на премию комедийных наград в Монтрё.

### Фильмография
В 2008 году исполнил роль Wesley Bayens во фламандской сериале Пропавшие без вести (нидерл. Vermist).

### Озвучения
В 2002 году Ван Хэл озвучил роль Джеймса Плеядуса Хокинса в анимационном фильме Планета сокровищ.
В 2006 году он озвучил роль белки по имени Скрэт в мультфильме Ледниковый период 2: Глобальное потепление, в котором мамонт Мэнни, ленивец Сид и саблезубый тигр Диего спасают свою родную долину от затопления.
В 2012 году Чарльз Дарвин в мультфильме Пираты! Банда неудачников говорит голосом Ван Хэла.
В том же году он озвучил роль Красовакса в мультфильме Астерикс и Обеликс в Британии.
В2014 году Шкипер в мультфильме Пингвины Мадагаскара говорит голосом Ван Хэла.
В том же году он озвучил роль Сморкала в мультфильме Как приручить дракона 2.
В 2015 году он озвучил роль Страха в мультфильме Головоломка.